# Pumas Sub 20
Pumas Sub 20 es un club de fútbol mexicano, de la Ciudad de México . Juega en la Liga Mexicana Sub 20. Además es parte del Club Universidad Nacional.